# Kompania Saperów KOP „Stołpce”
Kompania Saperów KOP „Stołpce” – pododdział saperów Korpusu Ochrony Pogranicza.

## Formowanie i zmiany organizacyjne
W kwietniu 1928 9 batalion graniczny sformował w Klecku ośrodek wyszkolenia pionierów przy 2 Brygadzie Ochrony Pogranicza. 26 kwietnia 1928 na stanowisko komendanta ośrodka został wyznaczony porucznik Franciszek Ulawski z 1 pułku saperów. W 1929 ośrodek szkolenia saperów „Mikołajewszczyzna” pod względem administracyjno-gospodarczym podlegał 8 batalionowi KOP „Stołpce” . Z dniem 1 marca 1931 ośrodek został zlikwidowany, a na jego bazie i drużyn pionierskich batalionów utworzona została kompania pionierów „Nowogródek”. Nowo utworzona kompania została tymczasowo rozmieszczona w m. Świerżeń Nowy w wynajętych pomieszczeniach. Dowódcą kompanii został dotychczasowy komendant ośrodka wyszkolenia pionierskiego. Pod względem służbowym kompania podległa dowódcy brygady, a pod względem wyszkolenia specjalistycznego dowódcy korpusu. Jednostką formującą był 8 batalion KOP „Stołpce”. Dla potrzeb formującej się kompanii 63 szeregowców oddelegował 3 pułk piechoty Legionów i 23 pułk piechoty.
W 1934 została sformowana kompania saperów typu III dla Brygady KOP „Nowogródek”, jako jej organiczny pododdział.
Rozkazem dowódcy KOP z 23 lutego 1937 została zapoczątkowana pierwsza faza reorganizacji Korpusu Ochrony Pogranicza „R.3”. Jej wynikiem było między innymi ustalenie nazwy kompanii na „kompania saperów KOP «Stołpce»”. Po rozformowaniu Brygady KOP „Nowogródek”, kompania weszła w skład pułku KOP „Snów”. Jednostką administracyjną dla kompanii był batalion KOP „Stołpce”.
23 marca 1939 kompania została zmobilizowana, a następnie przetransportowana w rejon operacyjny Armii „Łódź”.

## Działania kompanii w 1939
Kompania saperów KOP „Stołpce” kpt. Mariana Mańkowskiego marcu 1939 została przydzielona do Ośrodka Sapersko-Pionierskiego 10 Dywizji Piechoty w Sieradzu i jako samodzielna kompania saperów weszła w skład 10 batalionu saperów.
Do 1 września budowała między innymi umocnienia polowe w rejonie Grabowa. Potem uczestniczyła w walkach obronnych 10 DP. Prawdopodobnie została rozbita. Brak źródeł uniemożliwia odtworzenie dziejów kompanii.

## Struktura organizacyjna kompanii
Organizacja pokojowa kompanii saperów typu III z 18 maja 1934:
- dowódca kompanii
- drużyna gospodarcza
- I pluton saperów a. trzy drużyny
- II pluton saperów a. trzy drużyny

Stan osobowy kompanii wynosił 92 żołnierzy, w tym 3 oficerów, 9 podoficerów i 80 saperów.

## Kadra kompanii
Dowódcy kompanii
- por. sap. Franciszek Ulawski (26 IV 1928 – 11 III 1933[19]  → 7 bsap[20][21])
- kpt. sap. Edward Paweł Michałowski (21 III 1933 – 7 VI 1934 → przeniesiony do 3 batalionu saperów[19] [22][23])
- por. Kazimierz Jaroszewski (26 VI 1934 – )[19]
- kpt. sap. Marian Władysław Manikowski (do IX 1939 zob. pozbawienie obywatelstwa polskiego 76 oficerów)[24]

Oficerowie
- por. sap. Eugeniusz Wojczal († 1940 Charków[25])
- ppor. Tadeusz Stanisław Petrejko (1939[26])
- por. rez. Antoni Rymaszewski († 1940 Charków[27])